# Imrich Erös
Imrich Erös (10. února 1918, Vrútky – 30. listopadu 1993, Bratislava) byl československý voják a příslušník výsadku Courier-5.

## Mládí
Narodil se 10. února 1918 ve Vrútkách. Otec Ján pracoval na železnici, matka Margita, za svobodna Vojtovičová byla v domácnosti.
Obecnou a měšťanskou školu absolvoval v Banské Bystrici. V roce 1939 složil úspěšně maturitu na strojní průmyslovce. Od 1. října 1940 nastoupil základní vojenskou službu u tankového praporu v Turčianskom Svätém Martine. Po absolvování Vojenské akademie v Bratislavě byl 1. října 1942 povýšen na podporučíka a odvelen k Rychlej divízii jako velitel spojovací čety a poté velitel stavební čety. Po návratu 26. srpna 1942 sloužil jako velitel spojovací čety v Bratislavě, od 15. ledna 1943 byl převelen do Turčianského Svätého Martina. Zde byl povýšen na poručíka. 16. srpna 1943 byl jako příslušník 2. slovenské pěší divize znovu nasazen na východní frontu. V prostoru Minska společně s dalším důstojníkem spolupracovali s
partyzány. Po nasazení u Minska byly zbytky 2. pěší divize odsunuty do Itálie. V Itálii, kde se měly podílet na opevňovacích pracích přešel během spojenecké ofenzivy 1. června 1944 do zajetí.

## V zajetí
Během pobytu v zajateckém táboře v Aversse byl získán pro výcvik pro plnění zvláštních úkolů. Na československé základně v Bari prodělal paravýcvik a zpravodajský výcvik a byl jako velitel zařazen do výsadku Courier-5.

## Nasazení
15. září 1944 byl spolu s Chramcem a Holým vysazen u Liptovské Mary. Při doskoku se sice rozbila radiostanice, ale tu se později podařilo nahradit. Dále potom spolupracoval s kpt. Krátkým ve štábu SNP. Od října 1944 byl příslušníkem partyzánského oddílu Vpred. Začátkem prosinci 1944, byl zatčen a vězněn v Banské Bystrici. V lednu 1945 se mu z vězení podařilo uprchnout. Po osvobození Banské Bystrice byl zařazen jako velitel spojovací roty s níž se účastnil osvobozování Prahy.

## Po válce
Po skončení války pracoval na hlavním štábu MNO. V hodnosti nadporučíka vykonával funkci pobočníka velitele spojovacích vojsk. V této funkci byl povýšen na kapitána. Štábním kapitánem byl jmenován 1. června 1946. 1. října 1946 nastoupil na Vysokou vojenskou školu.
Po Únoru 1948 byl 30. března zatčen a obviněn z velezrady. Při eskortování vlakem z Martina do Prahy se mu 16. dubna ve stanici Přerov podařilo uprchnout. Dostal se do SRN, kam se pokoušel dostat i svou rodinu (byl ženatý a měl dva syny). To se ale nepodařilo a proto odešel do USA. V roce 1959 dostal americké občanství a přijal nové jméno Georg Michael Madera.
V roce 1991 byl plně rehabilitován a přesídlil zpět do Československa. Zemřel 30. listopadu 1993 v Bratislavě na Slovensku.

## Vyznamenání
- 1940 -  Československá medaile Za chrabrost před nepřítelem
- 1945 -  Československý válečný kříž 1939
- 1946 -  Československá medaile Za zásluhy I. stupně